# Iliass Bel Hassani
Pour les articles homonymes, voir Hassani.
Iliass Bel Hassani, né le 16 septembre 1992 à Rotterdam aux Pays-Bas, est un footballeur néerlando-marocain évoluant au RKC Waalwijk.

## Biographie

### Carrière en club

#### Débuts et formation au Sparta Rotterdam
Iliass Bel Hassani commence sa carrière professionnelle au Sparta Rotterdam, en Tweede divisie (deuxième division).

#### Départ au Heracles Almelo
En septembre 2013, il est transféré à l'Heracles Almelo. Avec ce club, il découvre l'Eredivisie (la première division).

#### AZ Alkmaar et prêt
Le 31 août 2016, Iliass Bel Hassani signe à l'AZ Alkmaar pour un montant de 1,4 million d'euros.